# 메흐메트 3세

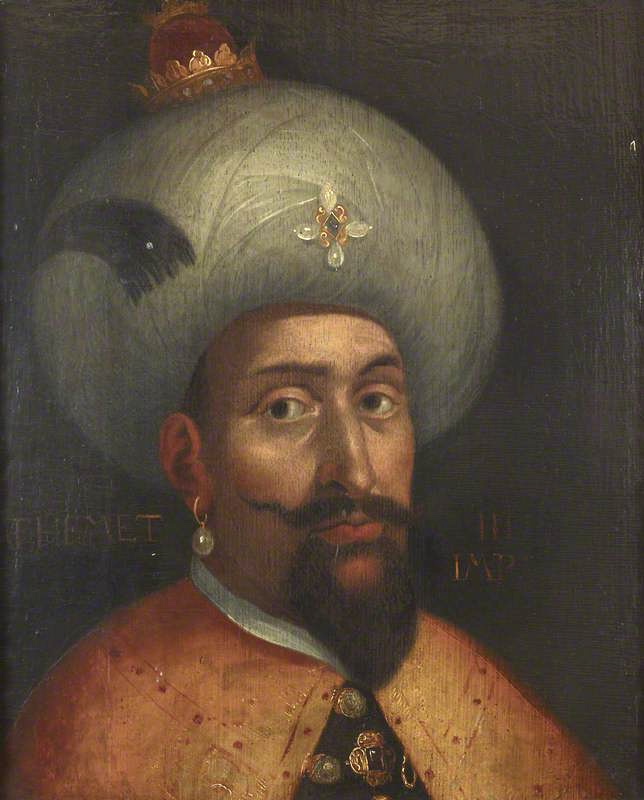
이탈리아 화가 Cristofano dell'Altissimo가 그린 술탄 메흐메트 3세의 초상화. 16세기.

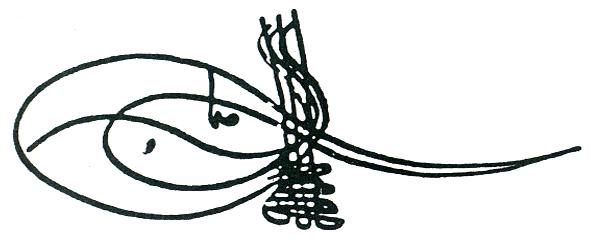
투그라.

메흐메트 3세 알디(오스만 튀르크어: محمد ثالث, Meḥmed-i sālis, 튀르키예어: III.Mehmed, 1566년 5월 26일 ~ 1603년 12월 22일)는 1595년부터 그가 사망한 1603년까지 오스만 제국을 다스린 술탄이다. 아들은 아흐메트 1세와 무스타파 1세이다.

## 생애
메흐메트 3세는 1566년 쉴레이만 1세의 통치 중 마니사 궁전에서 태어났다. 아버지는 술탄 무라트 3세이며 1595년 자신의 아들 메흐메트 3세에게 왕위를 계승하였다. 어머니는 사피예 술탄이며, 두카기니 공국의 알바니아인으로 추측된다.
1603년 37세의 나이로 사망하였고, 아들 아흐메트 1세가 왕위를 이어받았다. 사망 원인은 정확하게 알려져 있지 않으며, 자연사나 질병일 가능성이 있다.